# Human Resource XML
Pour les articles homonymes, voir Human Resource (homonymie).
HR-XML signifie : "Human Resource XML" ou "XML pour les Ressources Humaines"
HR-XML est un consortium, indépendant et sans but lucratif, visant à promouvoir le commerce électronique et l'échange de données relatives à la gestion des ressources humaines au niveau mondial, ce notamment par la promotion de vocabulaire standard XML en gestion des ressources humaines. 
Les efforts actuels de HR-XML sont actuellement portés sur les standards de recrutement, rémunération et avantages sociaux, et de gestion de carrières. 
Les membres de HR-XML sont présents dans 22 pays. 